# Malte aux Jeux européens de 2015
Malte participe aux Jeux européens de 2015. Elle fait partie des 50 nations prenant part, pour la première fois, à cette compétition.
Sa délégation ne remporte aucune médaille.